# Biksza Miklós
Biksza Miklós (Újpest, 1924. április 26. – Gyón, 1956. december 10.) magyar kommunista funkcionárius, párttitkár, az 1956-os forradalom utáni „konszolidációs” időszak áldozata.

## Élete
Sokgyerekes kisiparos családban született, nyolcadik gyerekként; apja foltozóvarga – más adat szerint cipész – volt, ő maga villanyszerelőnek tanult. A második világháború végén követően belépett a Magyar Kommunista Pártba, ahol tehetséges pártszervezőnek bizonyult. Több hosszabb-rövidebb időtartamú pártiskolai kurzust, 1953–1955 között pártfőiskolát végzett, sőt tanított is, majd vidéki pártmunkára jelentkezett; előbb a szentendrei járásban, illetve Vácott működött, majd a dabasi járás kommunista pártszervezetének titkára lett.
Amikor az 1956-os forradalom eseménysorozatának hullámai – 1956 októberének utolsó napjaiban – elérték a dabasi járást, „illegalitásba vonult” (családját monori rokonokhoz menekítette, ő maga napokon át bujkált), de már november 5. után visszatért korábbi posztjára. A következő időszakban – esetenként szovjet katonai erőkkel kísérve – felkereste a járás településeit azzal a céllal, hogy lefegyverezze a forradalom alatt szerveződött nemzetőrségeket, illetve intézkedjék leváltott, kommunista érzelmű tanácsi tisztviselők visszahelyezéséről.
December 10-én – már mint az MSZMP dabasi járási ideiglenes intéző bizottságának elnöke – azzal a céllal érkezett a járás székhelyével, Dabassal szomszédos Gyónra, hogy személyesen kézbesítse ki a forradalom alatt létrejött helyi nemzeti bizottságok megszüntetését kimondó megyei rendelkezést. A tanácsházán azonban – tisztázatlan okból és körülmények között – szóváltás alakult ki közte és az ott megjelent falubeliek egy része között. Ennek hatására a helyszín elhagyása mellett döntött, némelyek viszont követni kezdték, mások pedig megpróbálták útját állni, talán azért, mert megláthatták, hogy fegyver van nála.
Fegyverét röviddel ezután, legalább egy ízben használta is – rálőtt az őt kerékpáron követő egyik helybelire, Harmincz Istvánra, aki súlyosan megsérült, illetve egyes vallomások szerint egy lakóház telkére is belőtt –, ezt követően azonban az üldözői nekitámadtak, és az események következtében Biksza a helyszínen életét vesztette. A hivatalos álláspont szerint többen megütötték és megrúgták, volt, aki a megkötözésére is kísérletet tett, pisztolyát pedig elvették, amivel a jelenlévők egyike – Kövecses Ferenc helyi lakos egyetemista – tarkón lőtte őt.
Halála után megkapta a Vörös Csillag Érdemrendet, földi maradványait a Mező Imre úti temetőben, a Munkásmozgalmi Pantheon díszsírhelyei egyikén helyezték el.

## A halálát követő megtorlás
Mivel Biksza volt az egész országban a legmagasabb beosztású pártvezető, aki az 1956-os forradalmat követő „rendteremtés”, kádári konszolidáció időszakában erőszak következtében vesztette életét, halálát a még épp csak formálódó új rendszer kifejezetten politikai bűncselekményként, ellenforradalmárok gaztetteként kezelte. Kádár János 1957. február 17-én, az MSZMP Pest Megyei Bizottságának ülésén személyesen is sürgette az ügyben a gyors és szigorú büntetéskiszabást. Éles hangú beszédével egyértelművé tette, hogy a felderítésnél fontosabbnak tartja a példastatuálást: deklarálta, hogy ha nincs meg a tettes, azokon a „horthysta patkányokon” kell megbosszulni a párttitkár halálát, akik a forradalmi napokra átvették a falu vezetését.
A történtek kapcsán több büntetőeljárás is indult, melyek során több tucatnyi helyi lakost hallgattak ki, részben gyanúsítottként, részben tanúként. Az eljárások végén példátlanul szigorú büntetéseket szabtak ki: négy embert (Balla Pált, Harmincz Istvánt, Lakos Jánost és D. Szabó Károlyt) kivégeztek – egy ötödik halálos ítéletet csak azért nem lehetett végrehajtani, mert a távollétében elítélt Kövecses Ferenc Kanadába menekült –, további 10 főt pedig összesen 46 év (más adat szerint tucatnyi vádlottat és több mint félszáz év) börtönbüntetéssel sújtottak. Némelyeket internáltak, rendőrhatósági felügyelet alá vontak; akit a kihallgatása után szabadon engedtek, az már szerencsésnek mondhatta magát. Az elítéltek családjait egészen a rendszerváltásig retorziókkal sújtotta a hatalom.
A jegyzőkönyvezett vallomások, vád- és periratok nagy mennyisége dacára az, hogy ténylegesen mi, hogyan és miért történt, sosem derült ki, sőt a valós tényállás feltárása a bűnüldöző hatóságoknak valószínűleg soha nem is állt igazán szándékában. Ehelyett már a felderítés korai szakaszától kezdve bizonyos politikai koncepciókhoz igyekeztek igazítani az ügy alakulását. Erre utal például, hogy a vallomásokból jellemzően azokat a részleteket emelték be az ügyek érdemi irataiba, amelyek erősítették a hatalomnak a történtekről alkotott elképzelését – ideértve a bűntény előre kiterveltségét, megszervezettségét is –, illetve az is, hogy az egyes büntetőeljárásokban az események más és más „forgatókönyvét” alkották meg, amelyekben jellemzően az aktuálisan meggyanúsított-megvádolt személy(eke)t jelenítették meg ez események fő felelősének, felelőseinek.

## Emlékezete
Halálát követően, mintegy a kollektív büntetés részeként róla nevezték el Dabas és Gyón (a két település egyesítését követően közel 10 kilométeres együttes hosszúságú) közös főutcáját, emléktábláját azonban csak beltéren, a helyi pártbizottság épületében, a fegyveres biztonsági őrség őrhelye közelében merték elhelyezni, ahol évente zárt körű emlékezést, koszorúzást tartottak. Az ő nevét vette fel a pusztavacsi székhelyű Honvéd Biksza Miklós Sportegyesület, valamint a szentendrei járás munkásőr százada is. 
Megítélése a rendszerváltás időszakát követően nagyot fordult: a róla elnevezett dabasi főutca visszakeresztelését már a Németh-kormány idején kezdeményezték, és nem sokkal később vissza is kapta a Kossuth Lajos utca nevet; emléktábláját is leszerelték. A halála kapcsán kivégzett négy gyóni lakost viszont 1992-ben az Új köztemető 301-es parcellájában újratemették, emlékükre 1993. október 23-án közös emlékművet állítottak Gyón központjában és hármukról (Balláról, D. Szabóról és Lakosról) egy-egy utcát is elneveztek a településen (D. Szabóról a szülőhelyén, Ócsán is).